# فوكس سينما
سينما فوكس (بالإنجليزية: VOX Cinemas) هي سلسلة من قاعات المسرح والسينما العاملة في الشرق الأوسط والتي تدار من قبل مجموعة ماجد الفطيم ومقرها الإمارات العربية المتحدة. لدى ماجد الفطيم 129 شاشة سينما في جميع أنحاء الإمارات العربية المتحدة وقطر ولبنان ومصر وسلطنة عمان والبحرين والسعودية تحت العلامة التجارية سينما فوكس.
تعتبر سينما فوكس في مول الإمارات بمثابة المشروع الرائد الذي يضم 24 شاشة - بما في ذلك إماكس مع الليزر وقاعة 4DX وتجربة السينما الفاخرة تسمى «مسرح كتبها رودس» وفوكس الأطفال.. يعتبر المجمع الذي تبلغ مساحته 100,000 قدم مربع أكبر مجمع في الشرق الأوسط بعد إعادة إطلاقه في 28 سبتمبر 2015.
تقع في منطقة التوسع الجديدة في مول الإمارات المستوى 2 وتتكون من 24 شاشات. لديهم أربعة عشر موقعا في دولة الإمارات العربية المتحدة تقع في مارينا مول وياس مول - أبو ظبي ومول الإمارات وديرة سيتي سنتر ومردف وعجمان والفجيرة وميركاتو مول وبرجمان والشندغة وسينيبلكس في حياة والحمرا مول وفوكس في الهواء الطلق في غاليريا مول. لدى فوكس أيضا 44 شاشة في سلطنة عمان و15 شاشة في وسط مدينة بيروت و21 شاشة في مول مصر.

## وصلات خارجية
- الموقع الرسمي
- سينما فوكس على موقع Google Play (الإنجليزية)